# Dorcadion subinterruptum
Dorcadion subinterruptum là một loài bọ cánh cứng trong họ Cerambycidae.